# Sodna palača, Pariz
Sodna palača ali Palais de Justice (francoska izgovorjava [palɛ də ʒystis]; dobesedno Palača pravice) je središče sodišč in sodna stavba v Parizu, ki je na otoku Île de la Cité. Vsebuje Prizivno sodišče v Parizu, najbolj obremenjeno prizivno sodišče v Franciji, in najvišje francosko sodišče za redne primere, Kasacijsko sodišče. Prej je bil v njej Tribunal de grande instance de Paris, ki je bil leta 2018 preseljen v novo stolpnico v pariški soseski Batignolles. Sodna palača zavzema velik del srednjeveškega Palais de la Cité, nekdanje kraljeve palače francoskih kraljev, ki vključuje tudi Sainte-Chapelle, kraljevo kapelo, in Conciergerie, zloglasni nekdanji zapor, ki je deloval od leta 1380 do 1914.  Stoji v neposredni bližini Trgovinskega sodišča (Tribunal de commerce de Paris), Pariške policijske prefekture (préfecture de police) in pisarn Pariške odvetniške zbornice.

## Zgodovina

### Kraljeva sodna dvorana v revolucionarno sodno dvorano
Pod francoskim kraljem Robertom II. je Palais de la Cité začela služiti kot dom visokega sodišča ali kraljevega sveta. Zgradil je dvorano kralja, kjer se je sestala Curia Regis ali kraljev svet. To je nadomestila veliko večja dvorana, Velika dvorana, pod Filipom IV. (1268-34). To ogromno dvorano so začeli uporabljati za gledališke predstave, sestanke pariškega svetovalnega organa, sestavljenega iz visokega francoskega plemstva in za sodne seje.
Leta 1358 je pariška vstaja, ki jo je vodil trgovec Etienne Marcel, povzročila, da je bodoči kralj, Karel V. Francoski, odšel iz Pariza v varnejše kraje dlje od središča Pariza; najprej v Saint-Polu, nato blizu Bastilje, nato Louvrsko palačo. Sodna funkcija pa je ostala v stari palači. Pariški parlament, ki se je sestajal v velikem senatu, je bil pritožbeno sodišče za kraljeva sodišča in sodišče prve stopnje v primerih, ki so vključevali plemstvo. Poleg tega je bila njegova odobritev potrebna za kraljeve uredbe. To ji je dalo vedno večjo moč v spopadih med monarhijo in plemstvom. Ludvik XV. se je leta 1715 tam udeležil svojega prvega sodnega zasedanja pri petih letih. Druga sodna urada, ki sta ostala, sta bila Chambre des comptes in kanclerstvo.
Zelo dekorativne pozlačene rešetke iz kovanega železa in prehod so postavili leta 1776. Fasada in glavni vhod v palačo, ki gleda na Majsko dvorišče, je bil v celoti prezidan med letoma 1783 in 1786 z neoklasicističnim stebriščem.
Med francosko revolucijo je velika dvorana, kjer se je sestal pariški parlament, postala sodna dvorana revolucionarnega sodišča, ki je hitro sodilo in obsodilo tiste, ki so bili obtoženi nasprotovanja revoluciji. Obsojene so običajno še isti dan odpeljali na giljotino. V 718 dneh, do 31. maja 1795, je sodišče na giljotino poslalo 2780 oseb. Med zadnjimi, ki so jih usmrtili, je bil glavni tožilec Fouquier-Tinville, s čimer se je veliki teror končal.
Sodna obravnava pariškega parlamenta 12. septembra 1715
- Sodna obravnava pariškega parlamenta 12. septembra 1715
- Zasedanje pariškega parlamenta, ki se ga je udeležil Ludvik XVI., v veliki dvorani (19. november 1787)
- Marija Antoaneta na revolucionarnem sodišču, 15. oktober 1793

### Nova Sodna palača (19. stoletje)
V prvi polovici 19. stoletja je bila palača v celoti namenjena pravosodju. V času vladavine Napoleona Bonaparta, obnove in julijske monarhije so bili predlagani različni projekti za novo in večjo strukturo. Med letoma 1820 in 1828 je arhitekt Antoine-Marie Peyre zgradil novo fasado med stolpoma Horloge in stolpom Bombec, dostop do Conciergerie pa je bil premaknjen na Quai de Bombec.
Med letoma 1837 in 1840 je arhitekt Jean-Nicolas Huyot razvil nov projekt za stavbo. Za razliko od večine predlaganih struktur, ki so bile v neoklasicističnem slogu s stebri in pedimenti, je bil Huyotov načrt neorenesančen. Na žalost je 3. avgusta 1840, potem ko so bile prejete vse končne odobritve, Huyot umrl. Dva tedna pozneje sta bila za gradnjo stavbe izbrana arhitekta Joseph-Louis Duc in Etienne-Theodore Dommey. Gradnja je potekala med letoma 1847 in 1871. Projekt je vključeval novo fasado na Boulevard de Paris, obnovo drugih stavb znotraj stare palače in novo stavbo za Cour de Cassation.
Marca 1871, ko se je gradnja bližala koncu, je oblast v mestu prevzela Pariška komuna. Delo je bilo nenadoma prekinjeno. Potem, maja 1871, ko se je francoska vojska odpravila nazaj v mesto od komunardov v tem, kar je postalo znano kot Semaine Sanglante (»krvavi teden«), so piromani iz komune, ki je hitro izgubljal položaj pred francosko vojsko, zažgali v notranjost nove stavbe in jo skoraj v celoti uničila.
Kmalu po letu 1871 se je obnova nadaljevala pod vodstvom Duca in Honoréja Daumeta in je trajala več kot dvajset let. Duc je dokončal fasado Harlaya, medtem ko je Daumet obnovil Pritožbeno sodišče. Delo je končal Albert Tournaire z dokončanjem popravne tribune na jugovzhodnem vogalu, na quai des Orfevres. Conciergerie pod palačo je bila odprt za javnost leta 1914, vse zaporne funkcije v stavbi pa so se ustavile leta 1934.
- Veliko stransko stopnišče leta 1825
- Vhod Cour de May v palačo v 1860-ih
- Dvorana "Pas Perdus" Sodne palače (1870)
- Dvorana Pas Perdus" po požigu palače s strani Pariške komune med "Semaine Sanglante", 23. maja 1871

### Vojni zločini, odhodi in preobrazba (20.-21. stoletje)
Oktobra 1945, po koncu [[druga svetovna vojna|druge svetovne vojne]g, so bile sodne dvorane Sodne palače uporabljene za sojenje najvišjim francoskim uradnikom, ki so sodelovali z nacistično okupacijo. Med sojenimi so bili nekdanji premier Pierre Laval in maršal Philippe Pétain. Laval je bil spoznan za krivega in oktobra 1945 ga je strelski vod usmrtil. Petain je bil prav tako spoznan za krivega in obsojen na smrt, vendar so mu zaradi njegove starosti in preteklega služenja kazen znižali na zaporno kazen in nato na premestitev v bolnišnico. Umrl je v starosti 95 let 23. julija 1951.
Do 21. stoletja je Palača pravice postala premajhna za nekatere svoje funkcije. Leta 2018 se je Tribunal judiciaire de Paris, prej znano kot Tribunal de grande instance de Paris, preselilo v sodobno stolpnico Tribunal de Paris arhitekta Renza Piana v Batignollesu v 17. okrožju. Tudi Tribunal d'instance petit (sodišče prve stopnje) se je s 1. januarjem 2020 preselilo na novo Tribunal de Paris.
By the 21st century, the Palace of Justice had become too small for some of its functions. In 2018, the Tribunal judiciaire de Paris, the court formerly known as the Tribunal de grande instance de Paris was moved to a modern high-rise tower, the Tribunal de Paris, by architect Renzo Piano at Batignolles, in the 17th arrondissement. The Tribunal d'instance petit (court of first instance) also moved to the new Tribunal de Paris effective January 1, 2020.
- Sojenje nekdanjemu premierju Pierru Lavalu, oktober 1945
- Sojenje maršalu Philippu Pétainu, 1945

## Sodna palača danes
- Vzhodni vhod Cour de Cassation na Cour de Mai (19. stoletje)
- Detajl prehoda na Cour de Mai, vzhodna fronta
- Južna fasada Cour de Cassation, obrnjena proti Seni
- Zahodna fasada Sodne palače

Nekateri zgodovinski deli palače so bili odprti za javnost leta 1914, leta 1934 pa je bil zapor Conciergerie dokončno zaprt. Spodnji del Conciergerie je postal zgodovinska dediščina, medtem ko so zgornje nivoje še naprej zasedali sodni uradi.
Uradni vhod v Sodno palačo je skozi Cour de Mai ali »majsko dvorišče«. Vrata iz pozlačenega železa v čipki so bila del rekonstrukcije iz 19. stoletja. V notranjosti večino prostora zavzemajo sodne dvorane, pravne pisarne in podporne funkcije, vključno z veliko pravno knjižnico. Ti skupaj zavzemajo približno 4500 kvadratnih metrov stavbe. Vsak dan Palača sprejme približno trinajst tisoč ljudi.
Cour de Cassation je eno od štirih sodišč zadnje instance v Franciji. Pristojno je za vse civilne in kazenske zadeve, ki jih obravnava sodni sistem, in je v teh primerih vrhovno pritožbeno sodišče. Pristojno je za pregled zakonodaje in za potrjevanje pravnih vprašanj, za ugotavljanje sodnih zmot.
Čeprav je bil stari zapor Conciergerie zaprt, ima palača še vedno tri prostore za pridržanje. Depot, pod nadzorom Prefekture pariške policije, za tiste zapornike v Garde à vue, ki se večinoma redno javljajo policiji. Vsak dan pride v Depo približno osemdeset takih posameznikov. Drugi je Souricière, prostor za pridržanje zapornikov, preden jih odpeljejo na zaslišanje pred sodnika. Ta del stavbe, ki je pod nadzorom uprave zapora, ima okoli petinsedemdeset celic. Končno je tu center za upravno pridržanje, za pridržanje oseb z neurejenim pravnim statusom.
- Dvorana "Pas Perdus", ki vodi do sodnih dvoran
- Prvi senat civilnega Kasacijskega sodišča
- Sodna dvorana v Cour de Cassation
- Knjižnica Cour de Cassation